# いたずらきつつき
『いたずらきつつき』(Hatch Up Your Troubles、1949年5月14日)はトムとジェリーの作品のひとつである。日本においては現在パブリックドメインとなっている。

## 概要
1949年アカデミー短編アニメ賞ノミネート作品。1956年にThe Egg and Jerryとしてリメイクされた。

## スタッフ
- 監督 - ウィリアム・ハンナ、ジョセフ・バーベラ
- 製作 - フレッド・クインビー
- 原画 - ケネス・ミューズ、エド・バージ、レイ・パターソン、アーヴン・スペンス
- レイアウト - リチャード・ビッケンバック、ピーター・アルバラド(全員クレジット無し)
- 背景 - リチャード・H・トーマス(クレジット無し)
- 音楽 - スコット・ブラッドリー

## 作品内容
庭の木にキツツキの巣があった。だがキツツキの母親が出かけている間にキツツキの卵が巣から転がり落ちてしまう。最終的にジェリーの寝床まで辿り着き、そこでキツツキの子が孵化する。　
キツツキの子は刷り込みでジェリーを「ママ」と思い込み懐き始める。初めは世話をしてやろうとしたジェリーだったが、キツツキの子はジェリーの家の家具を次々とクチバシで削り粉々にするためとても手に負えない。巣へ帰してもいつの間にか戻って来てしまう。
ジェリーに無理矢理追い出され庭をトボトボ歩いていたキツツキの子は、何気なく近くでトムが座っていた椅子の足を削る。それに気付いたトムはキツツキの子の頭にジュースをかけるが、対しキツツキの子は怒って仕返しをする。
トムはキツツキの子を追い掛け回すが、キツツキの子の助けを呼ぶ声を聞いたジェリーがそれを阻止し始め、追いかけっこに発展。
そんな中ついにジェリーを捕まえたトムは、手近にあった斧でとどめを刺そうとし、さらにその邪魔立てをするキツツキの子もくちばしにコルク栓をねじ込んだ上で電柱に縛り付けてしまう。トムがジェリーを襲うのに夢中になっている間に足でコルク栓を引き抜き紐も削り取ったキツツキの子は、三角関数でトムとの間合いを計算し、正確な長さで電柱を切り倒し、トムの脳天に直撃させる。
ジェリーが無事を得たところでキツツキの母親が姿を現す。本当の「ママ」と再会を果たしたキツツキの子は母親に抱かれ飛び去って行く。喜ばしくも寂しさを感じるジェリーだったが、再びキツツキの子が戻って来てジェリーにキスをするのだった。

## 登場キャラクター
トム
自分の椅子をキツツキの子に砕かれたことに憤慨し、ジェリー共々追いかける。捕まえたジェリーを斧で斬ろうとするが、キツツキの子に阻止された。
ジェリー
自身の家に迷い込んできたキツツキの子を当初は追い出すが、追いかけて来るトムに協力して立ち向かう。最後は自身を救ってくれたキツツキの子に感謝し、本当の母親と再会できたことに安堵した。
キツツキの子
巣から転落した卵より孵化し、初めて見たジェリーを母親と思い込んで懐く。木製品なら何でも高速で削るクチバシを持ち、トムの体や歯にも穴を空けてしまう。人懐っこいが何でも見境なく削ってしまういたずらな部分があり、トムの椅子まで削ったのをきっかけにジェリーを交えた追いかけっこに発展。生まれたてながら優れた計算能力の持ち主で、ジェリーがトムに斧で切られそうになった際には三角関数を用いてトムを退治した。最後は本物の母親キツツキとの再会を果たした。
キツツキの母親
巣を離れていた間に行方不明になった子供を探しており、最後は子と無事に再会した。